# Lys Mousset
Lys Mousset (Montivilliers, 8 de fevereiro de 1996) é um futebolista francês que atua como atacante. Atualmente joga no Sheffield United.

## Carreira

### Le Havre
Mousset iniciou sua carreira em 2006 no Le Havre, depois de jogar pelos clubes locais Soquence Graville e Havre Caucriauville. Ele começou jogando no time B, onde impressionou por ter feito 14 gols. Quando fez sua estreia no time principal, marcou novamente 14 gols.

### Bournemouth
No dia 30 de junho de 2016, Mousset transferiu-se para o Bournemouth por pouco mais de sete milhões de libras.

### Sheffield United
Já no dia 20 de julho de 2019, Mousset transferiu-se para o Sheffield United por dez milhões de libras, e assinou um contrato de três anos com a equipe. Fez seu primeiro jogo com os Blades entrando no segundo tempo da vitória por 2 a 1 contra o Blackburn, pela Copa da Liga Inglesa.

## Seleção Nacional
Mousset realizou oito jogos na Seleção Francesa Sub-20. Em 2017, ele estreou pela seleção sub-21.[carece de fontes?]